# Parachabora
Parachabora is een geslacht van vlinders van de familie spinneruilen (Erebidae), uit de onderfamilie Calpinae.

## Soorten
- P. abydas Herrich-Schäffer, 1869
- P. pseudanaetia Dyar, 1918
- P. triangulifera Hampson, 1901
- P. umbrescens Dyar, 1927